# Óscar Berger
Pour les articles homonymes, voir Berger (homonymie) et Perdomo.
Óscar Berger Perdomo, né le 11 août 1946 à Guatemala, est président de la république du Guatemala du 14 janvier 2004 au 14 janvier 2008.
D'orientation conservatrice, il est maire de la capitale entre janvier 1991 et juin 1999. Il est également propriétaire terrien. Son père était un avocat mennonite. Il est le descendant (arrière-petit-fils) d'immigrés belges provenant d'un village du Namurois (Pesche), arrivés au pays vers 1844.

## Présidence
Représentant de l'oligarchie industrielle et terrienne qui a financé sa campagne électorale, il est élu avec 54,13 % des voix à l'issue de l'élection présidentielle de décembre 2003, devançant son rival du centre droit, Alvaro Colom. Seules 46 % des personnes inscrites sur les listes électorales ont pris part au vote.
Il œuvre à la réconciliation nationale à la suite de la guerre civile qui a ensanglanté le pays jusqu'en 1996. En ce sens, il entreprend une reforme de l'armée, reconnaît la responsabilité de l'État dans les crimes de guerre, accepte la création d'une Commission internationale contre l'impunité au Guatemala (Cicig) sous mandat de l'ONU et nomme Rigoberta Menchu, figure du mouvement pacifiste et indigène, ambassadrice spéciale à la présidence. La plupart des membres de son gouvernement sont cependant issus de l’oligarchie.
Il soutient l'accord de libre-échange d'Amérique centrale (CAFTA) signé avec les États-Unis. Il mène une politique répressive à l'égard du mouvement paysan. C'est dans ce contexte que se produit en aout 2004 le massacre de Nueva Linda, au cours duquel neuf paysans sont tués par la police. Un rapport de la Cicig publié en 2010 accuse le gouvernement d'Óscar Berger d’avoir mené des opérations de « nettoyage social » et d’avoir commandité des exécutions extra-judiciaires. Philip Alston, rapporteur aux Nations unies, avait déjà, en 2007, dénoncé des opérations de nettoyage social impliquant le gouvernement guatémaltèque.
Lors du passage de l'ouragan Stan en 2005, qui fait plus d'un millier de morts au Guatemala, il déclare : « Ce n’est pas si grave, les gens pauvres sont habitués à vivre ainsi ».